# 朱鍾鐸
徐溝悼僖王朱鍾鐸（？—1485年）是明朝晉憲王朱美圭庶二子。他在正統六年受封徐溝王，並在成化二十一年死，由於他無子，因此明朝徐溝國國除。
| 無 原因：明政府封之 | 明徐溝國國王 1441年－1485年 | 無 原因：無子，封國廢除 |